# 맥스틸
맥스틸(Maxtill)은 e-sports 시장에서 인지도가 매우 높은 게이밍 기어 브랜드이다. 또한 맥스틸은 게이밍기어 설계,제조회사인 맥스틸을 가리킨다.

## 마우스
맥스틸의 게이밍기어 및  마우스는 전문 게이머들이 가장 선호하는 제조회사중 하나이다.
맥스틸의 슬로건은 '맥스틸은 마우스에 강하다'이다.

## 같이 보기
- 로지텍
- 로캣
- 아바고 테크놀로지스(Avago Technologies)